# 日野市立大坂上中学校
日野市立大坂上中学校（ひのしりつおおさかうえちゅうがっこう）は、東京都日野市大坂上にある公立中学校である。

## 沿革
- 1980年 神鋼電機東京工場跡地に、日野市立大坂上中学校として開校
- 1996年 野球部日南地区新人戦優勝 サッカー部日南地区新人戦優勝
- 1997年 野球部日南地区選手権大会優勝
- 1998年 野球部関東近県中学生選抜野球大   会出場
- 2001年 校舎内塗装・校舎位置座標盤設置
- 2002年 新生徒標準服の制定
- 2010年 新体育用ジャージの制定
- 2011年 サッカー部東京都中学校サッカー選手権大会出場
- 2016年 野球部関東大会ベスト8 東京都夏季選手権大会準優勝
- 2017年 野球部多摩地区大会優勝
- 2023年 吹奏楽部東京都吹奏楽コンクール金賞 (B組)[1]
- 2024年 吹奏楽部東京都吹奏楽コンクール金賞 (B組)[2]

## 周辺
- 東京都立日野台高等学校

## 著名な出身者
- 岡田亮太（サッカー選手）
- 舘池亮佑（野球選手）